# Ben Altit
Ben Avi Albert Altit (in ebraico בן אלטיט‎?; Tel Aviv, 4 aprile 1993) è un cestista israeliano con cittadinanza rumena.

## Palmarès
- Campionato israeliano: 1

Maccabi Tel Aviv: 2013-14
- Coppa di Israele: 1

Maccabi Tel Aviv: 2013-14
- Coppa di Lega israeliana: 1

Maccabi Tel Aviv: 2013
- Eurolega: 1

Maccabi Tel Aviv: 2013-14